# Piotr Rzymyszkiewicz
Piotr Rzymyszkiewicz (ur. 6 stycznia 1964 w Toruniu) – polski aktor filmowy, telewizyjny i teatralny.

## Życiorys
Ukończył w 1986 Wydział Aktorski PWSFTviT w Łodzi. Występował w Teatrze Powszechnym w Łodzi (1986/87), Teatrze Polskim w Warszawie (1987–1989). W latach 1989–1992 aktor Teatru Popularnego (Szwedzka 2/4) w Warszawie, w sezonie 1999/2000 aktor Teatru Syrena w Warszawie.
Debiutował w serialu Pogranicze w ogniu, Andrzeja Konica, jako Janek.
Mąż Anny Rzymyszkiewicz, ojciec Winicjusza (ur. 1994).

## Filmografia
- Nędzarz i Madame (2021) jako bezdomny
- Na Wspólnej (2018) jako informator (odc. 2736)
- Oko za oko (2018) jako sędzia prowadzący rozprawę przeciwko Monice Butny (odc. 8)
- W rytmie serca (2018) jako leśniczy w Kazimierzu Dolnym (odc. 16)
- Klan (2017) jako policjant na Komisariacie Policji
- Ojciec Mateusz (2017) jako Boruń; świadek potrąconej celowo fryzjerki (odc. 219, 235)
- Wojenne dziewczyny (2017) jako wartownik (odc. 12)
- Komisarz Alex (2016) jako pracownik kanałów (odc. 93)
- Na sygnale (2016) jako Władek, ojciec zmarłego chłopaka (odc. 94)
- Przyjaciółki (2016) jako Radosław, właściciel muffiniarni (odc. 78)
- Ojciec Mateusz (2015) jako Heniek, gospodarz kamienicy (odc. 181)
- Strażacy (2015) (odc. 5)
- Czas honoru. Powstanie (2014) jako mężczyzna na targowisku (odc. 1)
- Służby specjalne (2014) jako ojciec dziecka w recepcji hotelu
- Służby specjalne (2014) jako ojciec dziecka w recepcji hotelu (odc. 5)
- Ojciec Mateusz (2013) jako kasjer
- Prawo Agaty (2013) jako szef ochrony hotelu (odc. 46)
- M jak miłość (2012–2013) jako Jan Wojdas (odc. 930, 947, 950, 957, 979, 981–982, 985, 988, 995)
- Klan (2011) jako Tomasz Palczewski, moderator spotkań AA (odc. 2014, 2024, 2029, 2034, 2050, 2059, 2064, 2099–2102, 2104)
- Na Wspólnej  (2010) jako sędzia Sądu Rejonowego w Warszawie (odc. 1295)
- Plebania (2009) jako dyrektor (odc. 1224)
- I kto tu rządzi? (2008) jako kelner (odc. 47)
- Wydział zabójstw (2008) jako Zygmunt Kulesza (odc. 38)
- Mamuśki (2007) jako taksówkarz (odc. 20)
- Odwróceni (2007) jako mężczyzna ratujący Blachę po wypadku (odc. 4)
- Kryminalni (2006) jako mężczyzna (odc. 49)
- Klan (2005) jako lekarz gastrolog (odc. 850, 853)
- Na dobre i na złe (2004–2005) jako Artur Leśniewski (odc. 200–201, 203, 205–206)
- Plebania (2004–2005) jako Wojtek, adorator Bożeny (odc. 376, 382, 384, 415, 624, 632)
- Glina (2004) jako agent CBŚ
- Na Wspólnej (2004) jako policjant (odc. 324)
- Show (2003) jako listonosz
- M jak miłość (2002) jako barman (odc. 60, 91)
- Plebania (2002) jako pan Henio, kierowca szefowej (odc. 174)
- Samo życie (2002) jako pracownik ochrony
- Klan (2001) jako ojciec dziewczynki-właścicielki psa Aresa (odc. 409)
- Lokatorzy (2001) jako porucznik Wielgusz, oficer UOP-u (odc. 61)
- Więzy krwi (2001) jako Władek, kierowca autobusu
- Miasteczko (2000–2001) jako uczestnik programu „Magnes” (odc. 33, 39)
- 13 posterunek 2 (2000) jako listonosz (odc. 17, 36)
- Adam i Ewa (2000) jako Kaniewski, właściciel restauracji
- Dom (2000) jako milicjant goniący Beatę (odc. 21)
- Syzyfowe prace (2000) jako asystent
- Miodowe lata (1999) jako policjant (odc. 18)
- Ostatnia misja (1999) jako oficer UOP
- Wrota Europy (1999) jako kolega Staszewicza
- Syzyfowe prace (1998) jako asystent (odc. 2–6)
- Kroniki domowe (1997) jako wikary na weselu
- Dzieci i ryby (1996) jako policjant
- Ekstradycja (1996) jako członek gangu Tumskiej (odc. 4, 7)
- Sukces... (1995) jako Tadzik, kierowca Dzidka (odc. 4)
- Oczy niebieskie (1994) jako uczestnik wesela we śnie
- Bank nie z tej ziemi (1993–1994) jako informatyk Krzyś
- Tylko strach (1993) jako mąż Bożeny
- Pierścionek z orłem w koronie (1992) jako porucznik Kmicic
- Koniec Gry (1991) jako złodziej
- Kuchnia polska (1991) jako mężczyzna zastrzelony podczas próby ucieczki do Szwecji
- Kuchnia polska (1991) jako mężczyzna zastrzelony podczas próby ucieczki do Szwecji (odc. 2)
- Panny i wdowy (1991) jako agent SB w mieszkaniu Eweliny (odc. 5)
- Dziewczyna z Mazur (1990) jako Zbyszek Krępiak
- Jastrzębia Mądrość (1989) jako Jan
- Stan Strachu (1989) jako aktor
- Sztuka kochania (1989) jako pacjent Pasikonika
- Pogranicze w ogniu (1988) jako Janek (odc. 1–4, 9)
- Dekalog Trzy (1988)

## Spektakle Teatru Telewizji
- Zmartwychwstanie (2007) - Pan Młody
- Dama od Maxima (1998)
- ...Tak chcę tak (1992) - Dedalus
- Leonce i Lena (1991) - Dwór

## Etiudy szkolne PWSFTviT
- Ciemności kryją ziemię (1989)
- Krzyż (1988) jako syn
- Przepustka (1986)
- Red box (1984) - współpraca

## Polski dubbing
- 2009: Ola i jej zoo - Leoś
- 2009: Harry Potter i Książę Półkrwi

## Nagrody i wyróżnienia
- Wyróżnienie na IV Ogólnopolskim Przeglądzie Spektakli Dyplomowych Szkół Teatralnych w Łodzi za role Woyzecka w przedstawieniu Maria i Woyzeck i Kotwicza w Balladach o ostatnich (1986)
- III Nagroda w XIII Konkursie Teatrów Ogródkowych w Warszawie za przedstawienie Czekałem na ciebie (2004)